# Xanthocercis madagascariensis
Xanthocercis madagascariensis é uma espécie vegetal da família Fabaceae.
Apenas pode ser encontrada no Madagáscar.